# August 2011
Acest articol este generat integral pe baza informațiilor din articolul 2011 și este actualizat periodic de un robot.
 Editările făcute în articol vor fi șterse la următoarea actualizare! Dacă doriți să faceți modificări, editați articolul-sursă.

ianuarie -
februarie -
martie -
aprilie -
mai -
iunie -
iulie -
august -
septembrie -
octombrie -
noiembrie -
decembrie
August 2011 a fost a opta lună a anului și a început într-o zi de luni.

## Evenimente
- 2 august: Oamenii de știință francezi și ugandezi au descoperit craniul unei maimuțe vechi de 20 milioane ani, în regiunea Karamoja din Uganda.
- 26 august: Oamenii de știință de la Universitatea de Tehnologie din Melbourne au anunțat că au descoperit o planetă numită J1719-143 fiind în întregime din diamant care orbitează în jurul unui pulsar.
- 28 august: Uraganul Irene a ajuns în New York. 8 persoane și-au pierdut viața și 1 milion au fost evacuați.
- 30 august: Un purtător de cuvânt al NATO a declarat că liderul libian fugar Muammar al-Gaddafi își menține o capacitate de comandă a trupelor care îi sunt loiale în țară.
- 30 august: Cabinetul fostului prim-ministru al Japoniei, Naoto Kan, a demisionat în masă în urma alegerii lui Yoshihiko Noda ca noul prim-ministru.

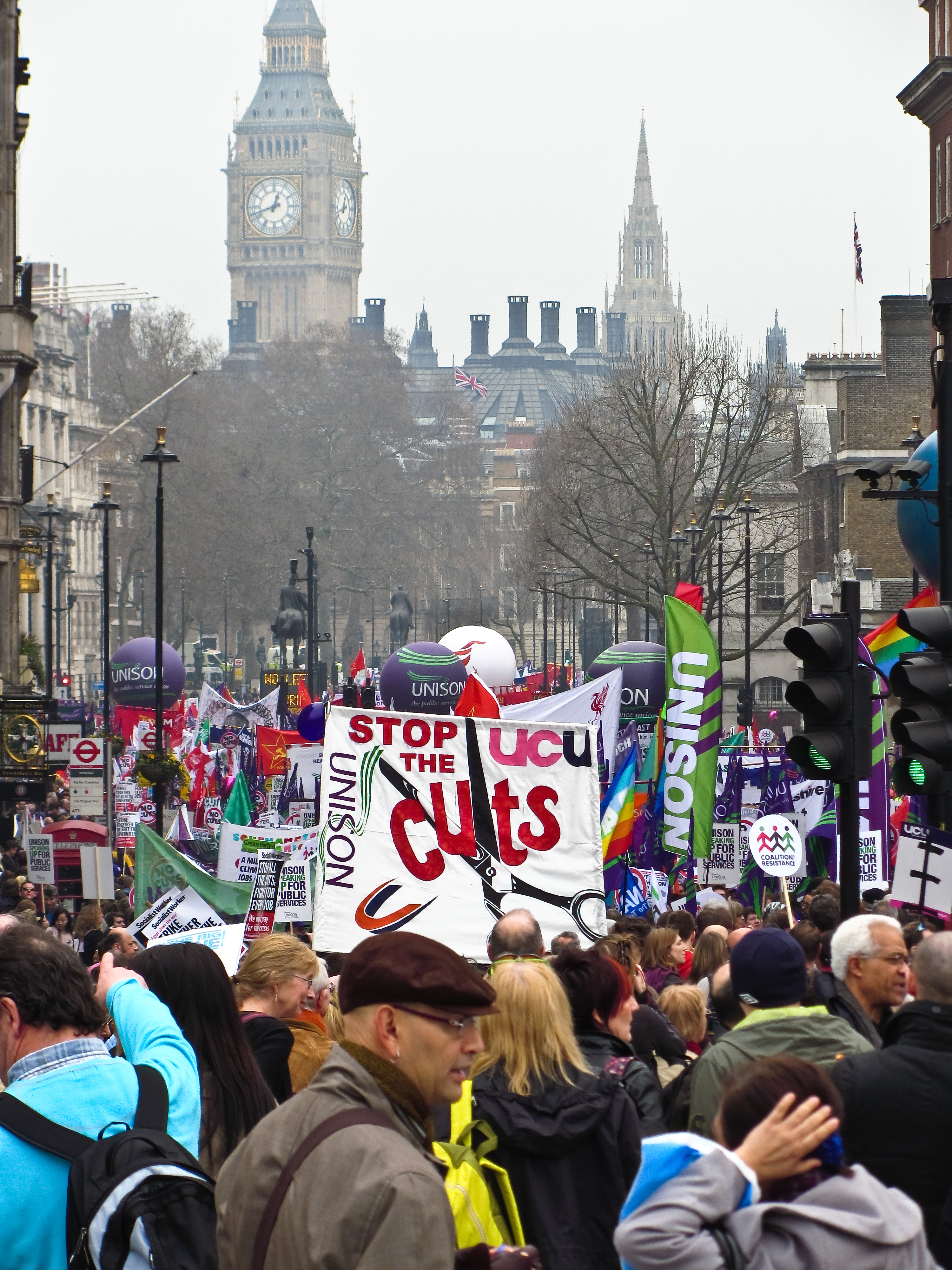
Demonstrații violente la Londra

## Decese
- 1 august: Camelia Beldie, 81 ani, comunistă română (n. 1930)
- 2 august: Severin Baciu, 85 ani, deputat român (1990-1996), (n. 1926)
- 2 august: Baruj Benacerraf, 90 ani, fiziolog și medic venezuelean, laureat al Premiului Nobel (1980), (n. 1920)
- 2 august: Victor Huci, 59 ani, pilot român (n. 1951)
- 3 august: Rosa del Conte, 103 ani, istoric literar, filolog, eminescolog, profesor universitar italian (n. 1907)
- 3 august: Bubba Smith (n. Charles Aaron Smith), 66 ani, fotbalist american (n. 1945)
- 4 august: Hans Barth, 77 ani, scriitor și inginer german de etnie română (n. 1934)
- 4 august: Amos Kenan, 82 ani, scriitor, publicist, dramaturg, traducător și sculptor israelian (n. 1927)
- 4 august: Naoki Matsuda, 34 ani, fotbalist japonez (n. 1977)
- 4 august: Florica Ungur, 72 ani, interpretă română de muzică populară din zona Bihorului (n. 1939)
- 5 august: Emilian Drehuță, 80 ani, economist, editor, memorialist și autor român (n. 1931)
- 5 august: Maria Osiecka-Kuminek, 85 ani, decoratoare și scenografă de film, poloneză (n. 1925)
- 5 august: Aziz Șaverșian, 22 ani, bodybuilder, antrenor personal, stripper și model australian, născut în Rusia (n. 1989)
- 6 august: Alexandru Herescu, 69 ani, actor român (n. 1942)
- 6 august: Kuno Klötzer, 89 ani, fotbalist și antrenor german (n. 1922)
- 6 august: Vasile Gavrilescu, scriitor român (n. 1937)
- 7 august: Joseph Candolfi, 89 ani, episcop romano-catolic, elvețian (n. 1922)
- 7 august: Cornelius Elanjikal, 92 ani, episcop romano-catolic, indian (n. 1918)
- 8 august: Robert Neal Abberley, 67 ani, jucător britanic de cricket (n. 1944)
- 8 august: Federico Richter Fernandez-Prada, 89 ani, episcop romano-catolic, peruan (n. 1922)
- 9 august: Alexandru Amzulescu, 89 ani, etnolog și folclorist român (n. 1921)
- 9 august: Constantin Stan, 60 ani, prozator român (n. 1951)
- 12 august: Radu Bogdan, 91 ani, critic român de artă (n. 1920)
- 15 august: Franz Freiherr von Hammerstein-Equord, 90 ani, teolog german (n. 1921)
- 17 august: Mijaela Tesleoanu, 69 ani, dansatoare română (n. 1942)
- 21 august: Constantin Ionescu Gulian (Constantin Henri Ionescu-Gulian), 97 ani, filosof evreu-român (n. 1914)
- 22 august: Viorica Bucur, 65 ani, critic român de film (n. 1946)
- 22 august: Atiyah Abd al-Rahman, 40 ani, membru senior Al-Qaeda, născut în Libia (n. 1970)
- 24 august: Ákos Birtalan, 49 ani, om politic român de etnie maghiară, ministru al turismului (1996-1998), (n. 1962)
- 27 august: Iia Savvina, 75 ani, actriță rusă de teatru și film (n. 1936)
- 28 august: Dmitri Royster (n. Robert Royster), 87 ani, episcop american (n. 1923)
- 29 august: Marcel Schapira, 90 ani, francmason român (n. 1920)
- 30 august: Alla Baianova (n. Alla Levițchi), 97 ani, interpretă de romanțe din R. Moldova (n. 1914)
- 30 august: Șerban Milcoveanu, 98 ani, medic român (n. 1912)
- 31 august: Paul Abisheganaden, 97 ani, dirijor singaporean (n. 1914)